# Bernd Hecker
Bernd Hecker (* 1963 in Schaffhausen, Schweiz) ist ein deutscher Rechtswissenschaftler und Hochschullehrer an der Eberhard Karls Universität Tübingen.

## Leben
Hecker studierte ab 1982 Rechtswissenschaften an der Universität Konstanz. Dieses Studium beendete er 1988 ebendort mit dem Ersten Juristischen Staatsexamen. Anschließend war er als wissenschaftlicher Mitarbeiter am Konstanzer Lehrstuhl von Rudolf Rengier tätig. Dort promovierte Hecker 1991 mit einer umweltstrafrechtlichen Arbeit zum Dr. iur. Anschließend war er in verschiedenen Positionen im Justizdienst des Landes Mecklenburg-Vorpommern tätig. Unter anderem arbeitete er als Zivil- und Strafrichter, Richter am Jugendschöffengericht sowie als Ministerialreferent für Strafgesetzgebung in Schwerin. 1994 wurde er zum Richter am Amtsgericht auf Lebenszeit ernannt, 1996 aber an die Universität Konstanz abgeordnet. Dort vollendete Hecker 2000 unter abermaliger Betreuung von Rengier seine Habilitation und erhielt die Venia legendi für die Fächer Strafrecht, Strafprozessrecht und Europäisches Strafrecht.
Nach einer Tätigkeit im Justizministerium des Landes Mecklenburg-Vorpommern folgten Lehrstuhlvertretungen an den Universitäten Konstanz und Gießen. Ab Januar 2003 war er Professor auf einem strafrechtlichen Lehrstuhl in Gießen, 2010 wechselte er auf einen Lehrstuhl an die Universität Trier. Seit dem Sommersemester 2017 hat Hecker den ordentlichen Lehrstuhl für Deutsches und Europäisches Strafrecht, Strafprozessrecht sowie Umwelt- und Wirtschaftsstrafrecht an der Universität Tübingen inne.

## Werke (Auswahl)
Heckers Forschungsschwerpunkte liegen vor allem im Europäischen Strafrecht, im Umwelt-, Wirtschafts- und Verbraucherschutzstrafrecht. Bekanntheit erlangte Hecker zudem durch seine Kommentierungen unter anderem der Umweltdelikte im StGB-Kommentar Schönke/Schröder.
- Die abfallstraf- und bußgeldrechtliche Verantwortlichkeit für illegale Müllablagerungen Dritter. Universitätsverlag, Konstanz 1991 (Dissertation).
- Strafbare Produktwerbung im Lichte des Gemeinschaftsrechts – Europäisierung des deutschen Täuschungsschutzstrafrechts am Beispiel des Lebensmittel-, Wettbewerbs- und Betrugsstrafrechts. Mohr Siebeck, Tübingen 2001, ISBN 978-3-16-147593-1 (Habilitationsschrift).
- mit Günter Heine et al.: Abfallwirtschaftskriminalität im Zusammenhang mit der EU-Osterweiterung - Eine exploratorische und rechtsdogmatische Studie. Luchterhand, Wiesbaden 2008, ISBN 978-3-472-07156-3.
- Europäisches Strafrecht. 5. Auflage. Springer, Heidelberg 2015, ISBN 978-3-662-47368-9.
- mit Mark A. Zöller: Fallsammlung zum Europäischen und Internationalen Strafrecht. 2. Auflage. Springer, Heidelberg 2017, ISBN 978-3-642-11900-2.